# Estràngol

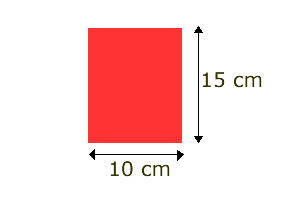
Les telles de metall que s'usen actualment solen tenir aquestes mides aproximades. Així i tot, les telles dels diferents jugadors varien molt en quant a pes, mida i forma

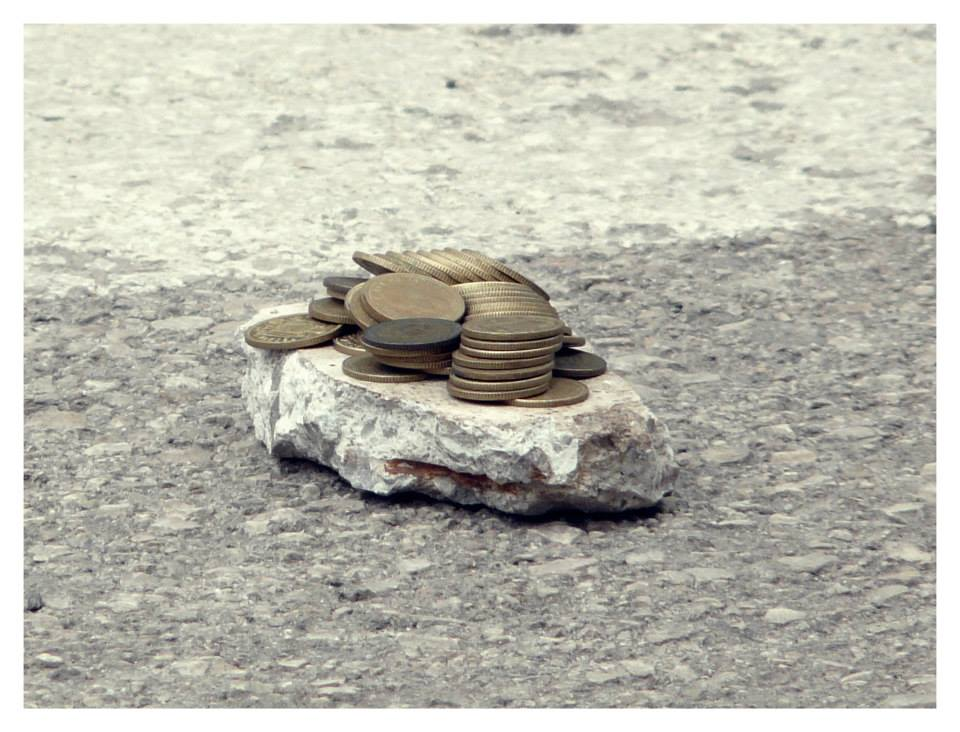
Rebatell amb les monedes de cada participant col·locades a damunt, formant piles

L'Estràngol o joc de tella és un joc popular ancestral del poble de Son Macià, a Mallorca. Es juga individualment i es fan servir dues pedres, monedes i una tella. Té molt d'èxit entre els habitants d'aquest indret i cada any són més les persones que hi juguen.
L'objectiu principal del joc és el de intentar fer caure monedes col·locades damunt d'una pedra, fent servir un tros de metall anomenat “tella”. Les monedes es guanyen quan cauen més a prop de la tella que de la pedra. Originàriament es practicava sobre esplanades polsoses fent servir pedres planes o soles de sabata com a “tella”.
El Campionat Mundial d'Estràngol se celebra anualment al poble de Son Macià, en el context de les festes d'estiu. Normalment consta d'uns 30 participants que competeixen en semifinals i els 10 millors es disputen el títol en la final.